# Bretún
Bretún es una localidad de la provincia de Soria, partido judicial de Soria, comunidad autónoma de Castilla y León, España. Pueblo de la comarca de Tierras Altas que pertenece al municipio de Villar del Río.
Desde el punto de vista jerárquico de la Iglesia católica forma parte de la diócesis de Osma la cual, a su vez, pertenece a la archidiócesis de Burgos.

## Demografía
| Gráfica de evolución demográfica de Bretún entre 1842 y 1970 |
| |
| Población de derecho según los censos de población del INE Población de hecho según los censos de población del INEEntre el censo de 1857 y el anterior, crece el término del municipio porque incorpora a 425129 (Valduerteles) Entre el censo de 1981 y el anterior, este municipio desaparece porque se integra en el municipio 42209 (Villar del Río) |

## Museos
- Fundación Vicente Marín y José Miguel López Díaz de Tuesta constituida por cinco edificios que contienen un volumen destacado de fondos pictóricos, bibliográficos, obras de arte y mobiliario de importante valor. Alberga cerca de 800 pinturas y grabados, con obras de Murillo, Sorolla y Fellini, entre otros. A todo ello hay que añadir valiosas piezas de porcelana y cristalería de la Granja. La biblioteca cuenta con cerca de 8.000 volúmenes, manuscritos y facsímiles entre los que se encuentra el Testamento de Felipe II junto a otros incunables como la ‘Ciudad de Dios’ de San Agustín.[5]

## Yacimientos
- Ruta de las Icnitas con icnitas o huellas tridáctilas de dinosaurios carnívoros en Fuente La Corte y El Frontal. Una vecina del pueblo, Sara García Cámbara, fallecida en el año 2016 con 85 años, ejercía de guía turística para enseñar dichas huellas. Sara participó en el documental de Mercedes Álvarez El cielo gira.[6]

## Personajes ilustres
- Salvador Manzanares, militar liberal.
- Sara García Cámbara, guía turística.